# Hackett, Wisconsin
Hackett là một thị trấn thuộc quận Price, tiểu bang Wisconsin, Hoa Kỳ. Năm 2010, dân số của thị trấn này là 160 người.